# 西口克己
西口 克己（にしぐち かつみ、1913年4月6日 - 1986年3月15日）は、京都市出身の小説家、政治家。

## 略歴
京都府紀伊郡伏見町（現在の京都市伏見区）の中書島遊廓の貸座敷の家に生まれる。第三高等学校から東京帝国大学文学部西洋哲学科卒業、1946年に日本共産党に入党するが、1950年のいわゆる「五十年問題」による党分裂の際、「除名」される。1955年には、日本共産党の統一・正常化と同時に党へ復帰。
この間に義母名義の娼家（第2次世界大戦後は「お茶屋」名目で営業）の片隅で自伝的小説『廓』を執筆。第一部を1956年に刊行。ベストセラーとなり、小説家として認められる。同作は第35回（昭和31年上期）直木賞候補となり、「『廓』より　無法一代」（1957年、監督滝沢英輔）として映画化された（第二部は同年末、第三部は1958年に刊行）。
1956年に実家のお茶屋が廃業すると、2階を労働者向けの下宿とし、1階を共産党地区委員会事務所に提供した。1958年のいわゆる赤線廃止に際しては、経営者を説得して回り、お茶屋65軒のうち約半数にあたる33軒を学生向けの下宿に転業させた。残る店は五条楽園同様のちょんの間営業となったが次第に衰退し、1971年にお茶屋組合は解散した。
1959年に京都市会議員に当選（四期）、1975年に京都府議会議員となり蜷川虎三革新府政を支える立場として活動したが、三期目の1986年3月15日に急逝した。
小説家としては、京都に題材をとった作品が多い。日本民主主義文学同盟の結成（1965年）に参加し、1967年から1975年まで幹事もつとめた。

## 著書
- 『文殊九助 天明伏見義民伝』三一新書、1955　『直訴 伏見義民伝』東邦出版社 1970
- 『廓』第1－3部　三一新書、1956－58　のち新潮文庫
- 『山宣』 - 山本宣治の伝記小説　中央公論社、1959　のち青木文庫
- 『祇園祭』中央公論社、1961 - のちに竹中労の企画で映画化[3]（祇園祭_(1968年の映画)）
- 『新幹線』弘文堂、1966
- 『高野長英 蘭学始末記』東邦出版社、1972
- 『びわ湖』東邦出版社、1974
- 一輪の梅
- 『Q都物語』自治体研究社、1978
- 『青春』新日本出版社 1979
- 『火の笛 祇園祭絵巻』田島征彦画 童心社 1980
- 『大いなる幻影 明治憲法私論』新日本出版社 1982
- 『小説蜷川虎三』新日本出版社、1984
- 道成寺
- 『廓と革命と文学と』西口克己追悼集刊行委員会編 かもがわ出版 1987.3

遺稿、追悼文等を収録。
代表作の多くは、『西口克己小説集』（全14巻、新日本出版社,1987-88）に収録されている。